# .pw
.pw je vrhovna internetska domena (country code top-level domain - ccTLD) za Palau. Domenom upravlja PW Registry Corporation.

## Vanjske poveznice
- IANA .pw whois informacija  Arhivirana inačica izvorne stranice od 11. lipnja 2006. (Wayback Machine)